# So (アルバム)
『So』（ソー）は、1986年に発表されたピーター・ガブリエルのアルバム。スタジオ・アルバムとしては5枚目となる。

## 概要
オリジナル・アルバムとしては『ピーター・ガブリエル IV』以来4年ぶりの作品となる。全世界で大ヒットを記録し、ピーター・ガブリエルの名を世に知らしめた代表作。
それまではカルト的な作風でコアなリスナーから評価は高かったが、本作では非常にポップに仕上がっている。シングルカットされた作品でも「スレッジハンマー」（英4位・米1位）、「ビッグ・タイム」（英13位・米8位）、「ドント・ギヴ・アップ」（英9位・米72位）、「イン・ユア・アイズ」（米26位）などヒットを連発した。
アルバム自体もBillboard 200で自身最高位の2位を記録し、93週チャート圏内に入るなど大ヒットを記録。イギリスのアルバムチャートでも『ピーター・ガブリエル III』以来となる1位（2週連続）、77週チャート圏内に入った。
1980年代を代表する作品として評価も高く、『ローリング・ストーン』誌による「ローリング・ストーン誌が選ぶオールタイムベストアルバム500」では187位に選ばれている。
2012年には25周年記念盤のデラックス・エディション（3CDセット、4CDや2DVDなどをセットしたボックスセット）が発売された。これらのセットには1987年のアテネでのライブの模様が収録されている。

## タイトル
これまでのオリジナル・アルバム4枚はすべて『Peter Gabriel』という共通のタイトルで発表してきたが、レコード会社から圧力がかかったため、初めて『So』というタイトルが付けられた。その由来は、5枚目のアルバムと言うことで「ド・レ・ミ・ファ・ソ・ラ・シ・ド」の「ソ」から来ており、本人いわく「何の意味もないよ」とのこと。

## 収録曲

### オリジナル盤（1986年）
特記なき楽曲の作詞・作曲はピーター・ガブリエル
サイド1
1. 「レッド・レイン」 - "Red Rain" 5:39
2. 「スレッジハンマー」 - "Sledgehammer" 5:12
3. 「ドント・ギヴ・アップ」（ケイト・ブッシュとのデュエット曲） - "Don't Give Up" (featuring Kate Bush) 6:33
4. 「ザット・ヴォイス・アゲイン」 - "That Voice Again" (ガブリエル、デヴィッド・ローズ) 4:53

サイド2
1. 「イン・ユア・アイズ」 - "In Your Eyes" 5:27
2. 「マーシー・ストリート」 - "Mercy Street" 6:22
3. 「ビッグ・タイム」 - "Big Time" 4:28
4. 「ウィ・ドゥ・ホワット・ウィアー・トールド」 - "We Do What We're Told (Milgram's 37)" 3:22

CD及びカセットのボーナストラック
1. 「ディス・イズ・ザ・ピクチャー」 - "This Is the Picture (Excellent Birds)" (featuring Laurie Anderson) (ローリー・アンダーソン、ガブリエル) 4:25

- 9はローリー・アンダーソンとの共作かつデュエットで、本作より以前に映画『バーディ』のサウンドトラックを担当した際に製作している。本来はボーナストラックであり、オリジナルの収録曲ではなかった。

### 2002年リマスター盤
1. 「レッド・レイン」 - "Red Rain" 5:39
2. 「スレッジハンマー」 - "Sledgehammer" 5:12
3. 「ドント・ギヴ・アップ」 - "Don't Give Up" (featuring Kate Bush) 6:33
4. 「ザット・ヴォイス・アゲイン」 - "That Voice Again" (ガブリエル、ローズ) 4:53
5. 「マーシー・ストリート」 - "Mercy Street" 6:22
6. 「ビッグ・タイム」 - "Big Time" 4:28
7. 「ウィ・ドゥ・ホワット・ウィアー・トールド」 - "We Do What We're Told (Milgram's 37)" 3:22
8. 「ディス・イズ・ザ・ピクチャー」 - "This Is the Picture (Excellent Birds)" (featuring Laurie Anderson) (アンダーソン、ガブリエル) 4:25
9. 「イン・ユア・アイズ」 - "In Your Eyes" 5:27

## パーソネル
『So』ライナーノーツのクレジットより。トラック・ナンバーはオリジナル盤に準拠。
- ピーター・ガブリエル – ボーカル、フェアライトCMI、プロフェット・シンセサイザー (5、9以外全曲)、ピアノ (7、9以外全曲)、リンシーケンサー (3、7)、シンセサイザー (5、7)、パーカッション (4)、ヤマハCS-80 (6)、リンドラム (9)、シンクラヴィア (9)
- トニー・レヴィン – ベース (1–5)、ドラムスティック・ベース (7)
- デヴィッド・ローズ – ギター (6、9以外全曲)、バック・ボーカル (1、5)
- ジェリー・マロッタ – ドラム (1、8)、アディショナル・ドラム (5)、ベース (7)
- マヌ・カチェ – ドラム (2–5)、パーカッション (3–5)、トーキング・ドラム (5、9)
- クリス・ヒューズ – エレクトリック・ドラム、プログラミング (1)
- スチュワート・コープランド – ハイハット (1)、ドラム (7)
- ダニエル・ラノワ – ギター (1、2、4)、タンバリン (2)、サーフ・ギター (7)、12弦ギター (9)
- ウェイン・ジャクソン – トランペット (2、7)、コルネット (7)
- マーク・リヴェラ – テナー・サックス (2、7)、プロセスド・サックス (6)、アルト・サックス、バリトン・サックス (7)
- ドン・ミケルソン – トロンボーン (2、7)
- P.P.アーノルド – バック・ボーカル (2、7)
- コーラル・ゴードン – バック・ボーカル (2、7)
- ディー・ルイス – バック・ボーカル (2、7)
- リチャード・ティー – ピアノ (3、5、6)
- サイモン・クラーク – キーボード、バック・ボーカル (3)、ハモンドオルガン、プログラミング、ベース (7)
- ケイト・ブッシュ – ボーカル (3)
- L. シャンカール – ヴァイオリン (4、8)
- ラリー・クライン – ベース (5、6)
- ユッスー・ンドゥール – バック・ボーカル (5)
- マイケル・ビーン – バック・ボーカル (5)
- ジム・カー – バック・ボーカル (5)
- ロニー・ブライト – バス・ボーカル (5)
- ジャルマ・コレア – スルド、コンガ、トライアングル (6)
- ジミー・ブラロワー – プログラミング、キック (7)
- ビル・ラズウェル – ベース (9)
- ナイル・ロジャース – ギター (9)
- ローリー・アンダーソン – シンセサイザー、ボーカル (9)